# Mariah (personaje de JoJo's Bizarre Adventure)
Mariah (マライア, Maraia) es un personaje del manga y anime JoJo's Bizarre Adventure, concretamente la parte 3, Stardust Crusaders.
Mariah es una antagonista perteneciente al grupo de dioses egipcios que DIO envía para matar a los Crusaders.

## Biografía ficticia
Mariah es una usuaria de Stand de los dioses egipcios que trabajan para DIO.
Mariah se encuentra con Joseph y Avdol en el casino, donde logra engañar a Joseph para que toque su "Stand" y así haga efecto su trampa.
Su Stand Bastet, toma la forma de un tomacorriente y quien lo toque caerá en su trampa la cual consta de volver magnética a la víctima. Esto claro produce muchos tipos de dificultades como atraer objetos metálicos a su cuerpo que producen un golpe al pegarse, también si hay dos personas afectadas estas se atraerán entre sí.
La habilidad de Bastet puso en muchos problemas a Joseph y Avdol, quienes quedan pegados gracias a haber tocado por curiosidad y accidente al Stand de Mariah.
Pero Joseph y Avdol, tras muchos intentos fallidos de separarse que terminaron en un malentendido público, logran separarse y rodear a Mariah, haciendo que sea golpeada por los objetos metálicos que ella misma lanzó. 
Mariah termina con huesos rotos hospitalizada e incapaz de luchar.

## Otros medios
Mariah aparece en las segunda temporadas del anime JoJo's Bizarre Adventure: Stardust Crusaders. También en los videojuegos de JoJo's Bizarre Adventure: Heritage for the Future, JoJo's Bizarre Adventure: All Star Battle R, JoJo's Bizarre Adventure: Eyes of Heaven, etc.

## Curiosidades
- Su nombre es una referencia a la cantante Mariah Carey.
- Su Stand, Bastet, lleva el nombre de la diosa egipcia del mismo nombre, Bastet, considerada la diosa de la armonía y la felicidad de vivir.
- Mariah posee una mueca característica cuando se enfada, fue mostrada en el manga, anime y videojuegos.
- En la coloración digital del manga es rubia y ojos azules, y su traje es morado, pero en el anime fue hecha con pelo blanco y ojos color miel, y su traje rojo.